# Napheesa Collier
Napheesa Collier (* 23. September 1996 in O’Fallon, Missouri) ist eine US-amerikanische Basketballspielerin.

## Karriere
Vor ihrer professionellen Karriere in der WNBA spielte Collier von 2015 bis 2019 College-Basketball für die  UConn Huskies in der Liga der National Collegiate Athletic Association (NCAA). Im Jahr 2016 gewann sie mit ihrem Team die NCAA Division I Basketball Championship.
Sie wurde beim WNBA Draft 2019 an 6. Stelle von den Minnesota Lynx ausgewählt, für die sie seither in der nordamerikanischen Basketballprofiliga der Damen spielt und mit denen sie in der Saison 2020 die Meisterschaft gewann. In ihrer ersten WNBA-Saison wurde sie mit dem WNBA Rookie of the Year Award ausgezeichnet.
Bei den Olympischen Sommerspielen 2020 in Tokio, die bedingt durch die COVID-19-Pandemie erst im Juli und August 2021 stattfanden, gewann Collier mit dem US-Team die Goldmedaille. Auch bei den Olympischen Spielen 2024 gewann sie die Goldmedaille.

## Auszeichnungen
- Unrivaled-Most Valuable Player of the Year 2025